# Twardów (przystanek kolejowy)
Twardów – zlikwidowany przystanek kolejowy w Twardowie, w województwie wielkopolskim, w Polsce, na trasie wąskotorowej linii Witaszyce Wąskotorowe – Zagórów.